# Lagting (Stortinget)
Se också Färöarnas lagting och Ålands lagting.

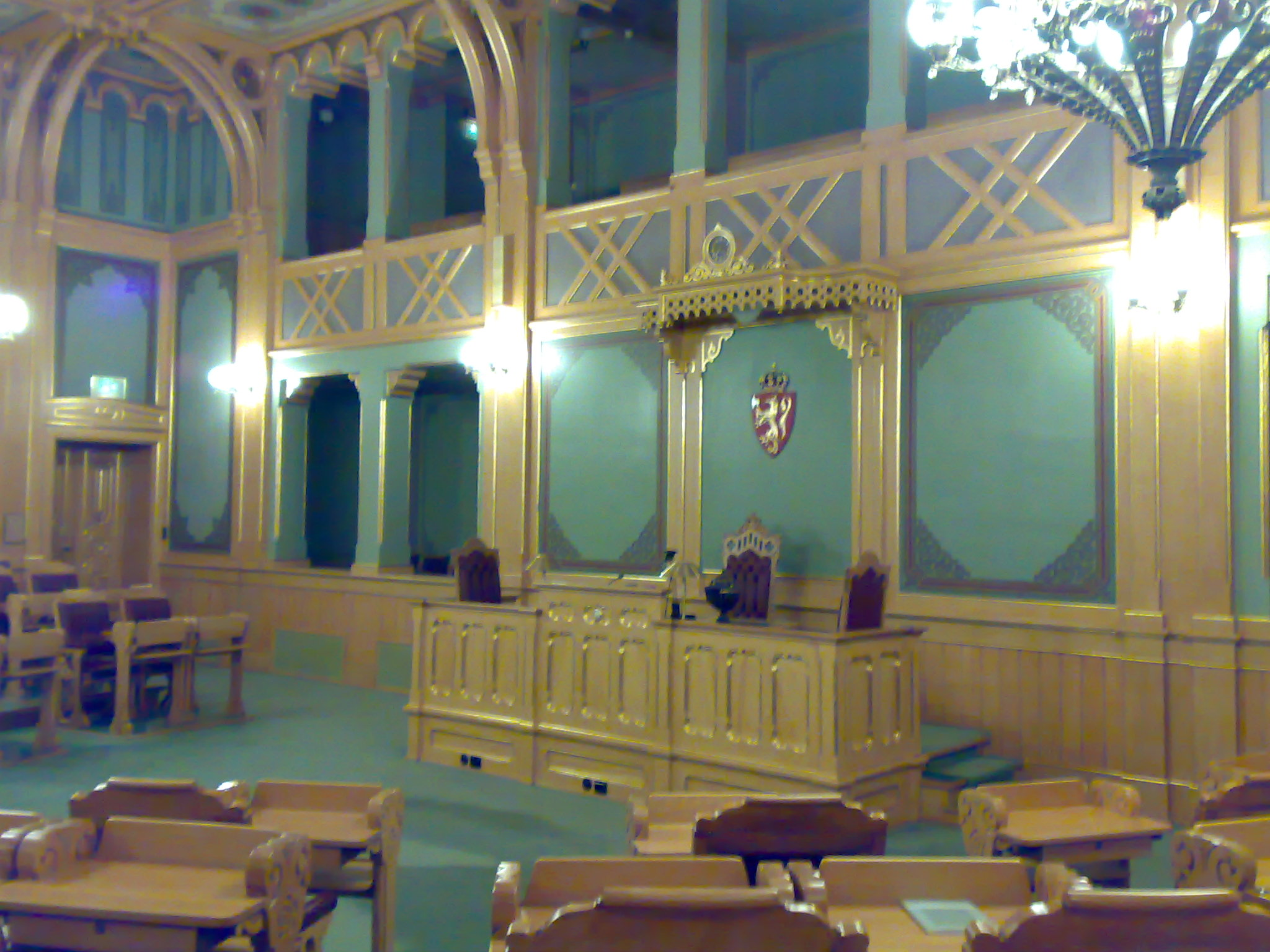
Lagtingssalen, som också fungerar som grupprum för Kristelig Folkepartis Stortingsgrupp. Lagtinget avvecklades 2009.

Lagtinget var det ena av två kamrar som det norska Stortinget var uppdelat i fram till 1 oktober 2009. Det var också Lagtinget som tillsammans med domare från Høyesteretten (Norges högsta domstol) dömde i riksrättsmål. Lagtinget bestod av en fjärdedel (42) av Stortingets 169 ledamöter (Norska grundlagen § 73).
Med undantag för lagförslag och riksrättsärenden behandlades Stortingets ärenden i plenum. Lagtingets behandling av lagärenden försiggick i en egen lagtingssal.
Den 20 februari 2007 beslöt Stortinget att upphäva ordningen med Odelsting och Lagting. I stället behandlas alla ärenden av Stortinget i plenum. Ändringen trädde i kraft den 1 oktober 2009. Samtidigt upphörde Lagtingets roll i riksrätten. I stället väljer Stortinget lekdomare till riksrätten, utöver fem domare till høyesteretten. Natten till fredagen 19 juni 2009 avslutades historiens sista lagtingsmöte Med anledning av detta uttryckte Ola Borten Moe (Senterpartiet) att det var länge sedan Lagtinget hade haft en meningsfull funktion, medan Inge Lønning citerade ett Stortingsuttalande från Nygaardsvolds regering som dragit slutsatsen att kvalitetssäkringen av lagarna skulle försvagas om Stortingets indelning i två kamrar ersattes av plenumbehandling två gånger.

## Behandling av lagförslag
De flesta lagförslag kom från regeringen, men också den enskilda medlemmen av Odelstinget kunde lägga fram lagförslag. Lagtingets medlemmar kunde däremot inte själva lägga fram lagförslag, men de satt i kommittéerna som gjorde underlag till lagförslagen, varigenom de hade möjlighet att påverka dessa.
Om Odelstinget stödde förslaget, skickades det till Lagtinget för votering. Fick förslaget stöd av majoriteten i Lagtinget, blev det godkänt som lag och sänt till Kungen för sanktion i enlighet med Grundlagen §§ 76-77.
I de mycket ovanliga fall då Lagtinget inte anslöt sig till Odelstingets åsikt, sändes förslaget tillbaka till Odelstinget med anmärkningar för ny behandling. Efter ny behandling i Odelstinget kunde lagförslaget förkastas av Odelstinget eller skickas tillbaka till Lagtinget i likalydande eller reviderad utgåva. Vid eventuell andra gångs oenighet måste förslaget tas upp till plenumbehandling i Stortinget. Då krävdes två tredjedels majoritet för godkännande. Mellan två behandlingar av samma ärende i Lagtinget, och mellan andra gångens behandling och eventuell Stortinget i plenum, skulle det gå minst tre dagar (Grundlagen § 76).

## Riksrätt
Lagtinget hade en speciell funktion som del av domarpanelen i riksrättsärenden. Riksrätten dömde i ärenden som Odelstinget anlade mot regeringsmedlemmar, Högsta domstolens domare eller stortingsrepresentanter. Domarna i riksrätten var Lagtingets fasta medlemmar och Högsta domstolens fasta medlemmar (Grundlagen §§ 86-87).

## Lagtingets presidentskap
| 2005–2009 - President: Inge Lønning (H) - Vicepresident: Ola T. Lånke (KrF) - Förste varapresident: Finn Martin Vallersnes (H) - Andra varapresident: Leif Helge Kongshaug (V) - Sekreterare: Rolf Reikvam (SV) - Vicesekreterare: Åse Schmidt (Frp) - Varasekreterare: Tor-Arne Strøm (A) - Jon Lilletun (KrF) var vicepresident fram till sin död 2006. |  | Perioden 2001–2005 - President: Lodve Solholm (Frp) - Vicepresident: Odd Holten (KrF) - Förste varapresident: Thore A. Nistad (Frp) - Andra varapresident: Elsa Skarbøvik (KrF) - Sekreterare: Ingvild Vaggen Malvik (SV) - Vicesekreterare: Dagrun Eriksen (KrF) - Varasekreterare: Åslaug Haga (Sp) |